# Ángel Lasso de la Vega y Argüelles
Ángel Lasso de la Vega y Arguelles (San Fernando, c. 1831 o 1835-Madrid, 7 de abril de 1899) fue un escritor y periodista español.

## Biografía
Nació en la localidad gaditana de San Fernando hacia 1831. Era hermano del pintor y escritor Juan.
Fue miembro de la Real Academia Sevillana de Buenas Letras, de la de Barcelona, de los Liceos de Málaga, Granada y Vigo; de los Ateneos de Quito y de Lima; de la Sociedad Económica Matritense de Amigos del País, de la Sociedad Geográfica, de la Unión Ibero-Americana y de la Sociedad de Escritores y Artistas, entre otras instituciones, además de jefe del Archivo Central del Ministerio de Marina y jefe superior honorario de Administración.
Sus obras principales, dramáticas, poéticas, de erudición literaria y traducciones de lenguas vivas y muertas fueron muy numerosas, entre ellas se encontraron Historia y juicio crítico de la escuela poética sevillana en los siglos XVI y XVII (1871) y Las galeras de la Religión de San Juan ó de Malta (1893).
En cuanto a su labor periodística, Lasso de la Vega fue redactor o colaborador de las publicaciones La Ilustración Española y Americana, La Revista de España, La Ilustración Católica (1877), Revista Europea, La Ciudad de Dios, España Artística, Revista de Madrid, La Niñez (1879-1883), El Mundo de los Niños (1891), La Lidia (1894), Barcelona Cómica (1894-1896), Revista Contemporánea (1897), El Correo Ilustrado (1897), El Gato Negro (1898), La España Moderna, Mundo Naval Ilustrado (1897-1899) o Boletín de la Sociedad Geográfica, entre otras. Falleció en Madrid a la edad de sesenta y cinco años el 7 de abril de 1899.